# Meiktila
Meiktila (birmanisch မိတ္ထီလာမြို့) ist eine Stadt im Zentrum von Myanmar am Ufer des Meiktila-Sees in der Mandalay-Region. Sie befindet sich an der Kreuzung mehrerer Hauptverkehrsstraßen. Bei der Volkszählung 2014 lag die städtische Einwohnerzahl von Meiktila bei 111.522. Aufgrund seiner zentralen Lage beherbergt Meiktila das Hauptkommando der Luftwaffe der Streitkräfte Myanmars.

## Geschichte
Der Name Meiktila kommt von Mithila, dem Namen eines alten indischen Königreichs.
Die Geschichte von Meiktila ist eng mit der der Trockenzone Zentral-Myanmars, der Heimat der Bamar, verbunden. Die Region war mindestens vom 11. Jahrhundert n. Chr. bis zum 19. Jahrhundert n. Chr. Teil verschiedener Bamar-Königreiche, bevor das Britische Weltreich 1885 ganz Ober-Myanmar übernahm.
Meiktila war Teil der Schlacht von Meiktila und Mandalay im Jahr 1945, in der die alliierten Streitkräfte unter William Slim die japanischen Streitkräfte besiegten. Kurz nach der Unabhängigkeit Burmas von Großbritannien im Jahr 1948 fiel Meiktila kurzzeitig unter die aufständischen Karen-Kräfte.
Am 22. März 2013 wurde in der Stadt der Ausnahmezustand verhängt, nachdem es zwei Tage lang zu antimuslimischen Ausschreitungen gekommen war, bei denen Dutzende von Menschen getötet und mehr als 12.000 aus ihren Häusern vertrieben wurden, von denen die überwältigende Mehrheit Muslime waren. Diese Gewalt breitete sich später auf andere Orte des Landes aus.

## Bildung
In Meiktila befindet sich die Myanmar Aerospace Engineering University, eine nationale Universität, sowie mehrere regionale Universitäten und Colleges.